# Wysoka Lelowska

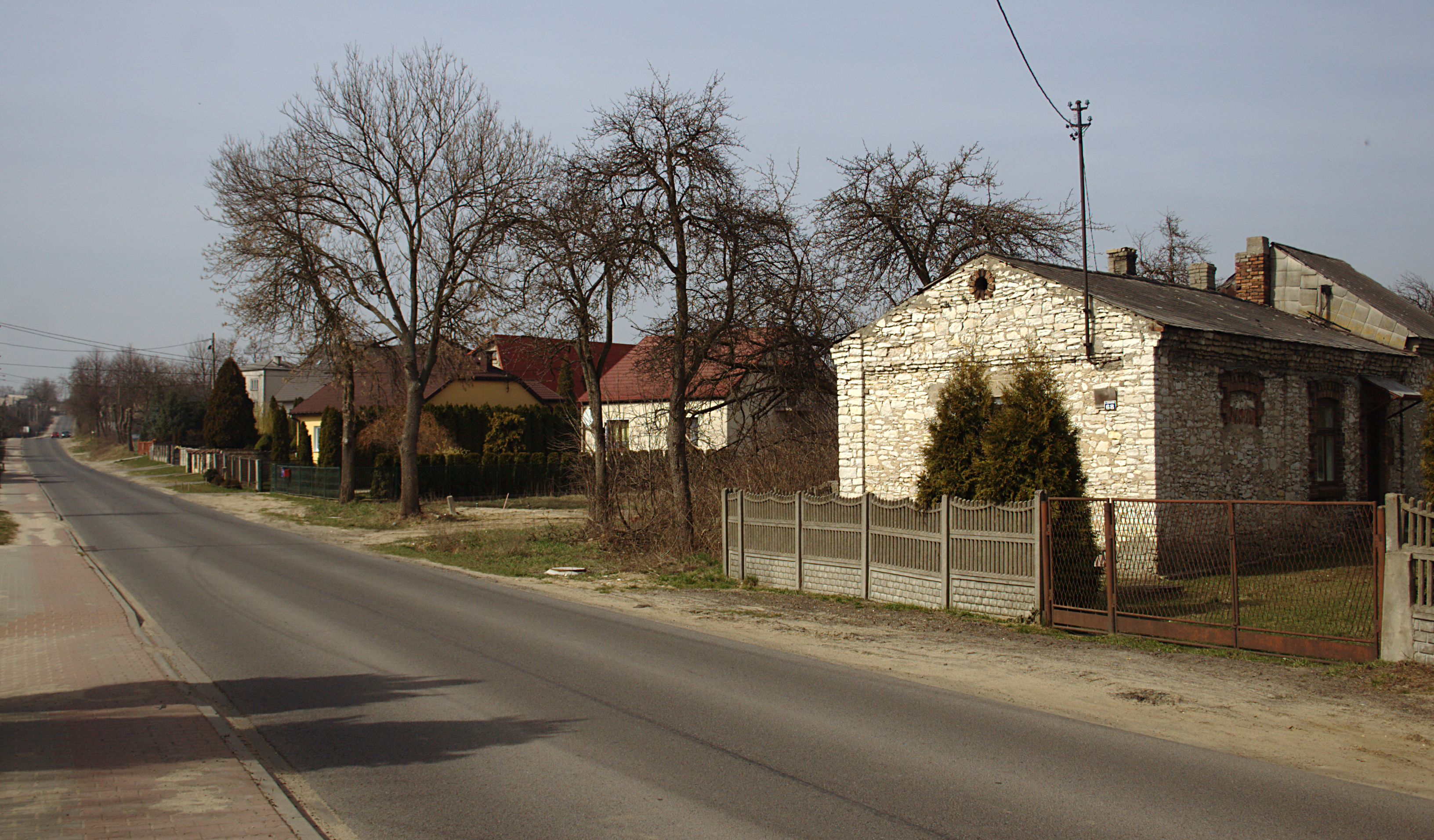
Une vue de Wysoka Lelowska (30-03-2019)

Wysoka Lelowska est une localité polonaise de la gmina de Żarki, située dans le powiat de Myszków en voïvodie de Silésie.